# Луцик, Анастасия Николаевна
Анастасия Николаевна Луцик (10 января 1935 — 8 августа 1973) — передовик советского сельского хозяйства, доярка колхоза «Правда» Зборовского района Тернопольской области, Герой Социалистического Труда (1966).

## Биография
Родилась в 1935 году в селе Мильно Зборовского повета Тернопольского воеводства Польши в украинской крестьянской семье. С 1939 года после объединения территорий являлась жительницей Тернопольской области Украинской ССР. С 1941 по 1944 годы находилась на оккупированной территории.
Завершив обучение в средней общеобразовательной школе, в 1954 году трудоустроилась на животноводческую ферму местного колхоза свинаркой. В 1959 году перешла работать секретарём исполкома сельского Совета.
В 1961 году возвратилась на ферму колхоза «Правда», где стала работать дояркой. Очень быстро освоила профессию и выдвинулась в передовики молочного производства. Стала показывать высокие результаты по надою молока среди доярок Тернопольской области.
«За достигнутые успехи в развитии животноводства, увеличении производства и заготовок мяса, молока, яиц и шерсти и другой продукции», указом Президиума Верховного Совета СССР от 22 марта 1966 года Анастасии Николаевне Луцик было присвоено звание Героя Социалистического Труда с вручением ордена Ленина и медали «Серп и Молот».
Продолжала и дальше трудиться в сельском хозяйстве. Представляла свою отрасль и область в качестве депутата Совета Союза Верховного Совета СССР 6-го (Бережанский избирательный округ) и 7-го (Тернопольский избирательный округ) созывов.
Проживала в родном селе Мильно. Умерла 8 августа 1973 года. Похоронена на сельском кладбище.

## Награды
За трудовые успехи была удостоена:
- золотая звезда «Серп и Молот» (22.03.1966)
- орден Ленина (22.03.1966)
- другие медали.